# Статуя Рамзеса II

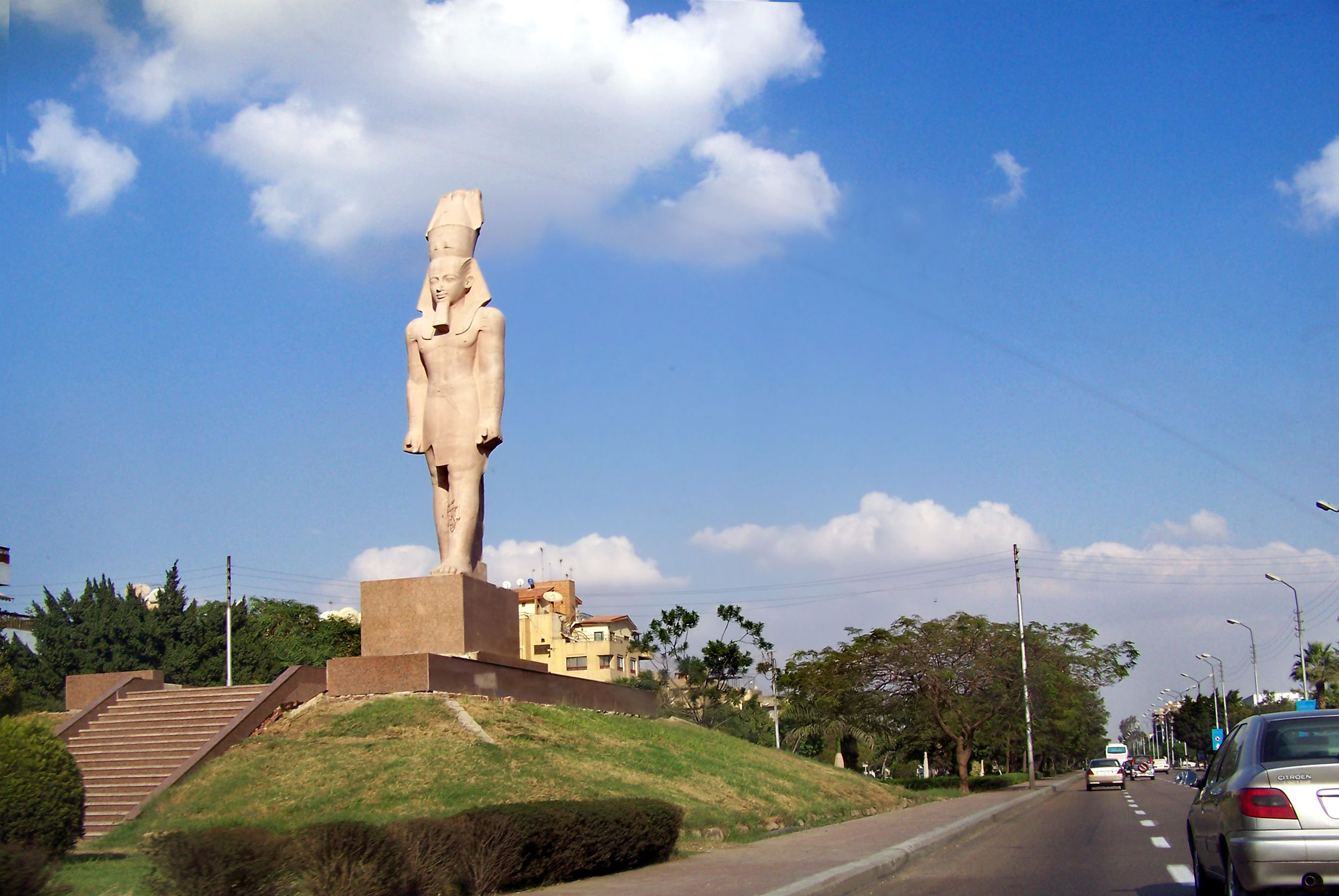
Копія статуї Рамзеса II

Статуя Рамзеса II — 10-ти метровий колос єгипетського фараона Рамзеса II, що був встановлений на Вокзальній площі Каїра в 1954 році. У 2006 році перевезена на плато Гіза.
Статуя, створена з рожевого граніту була знайдена в Мемфісі. Подвійна корона символізує союз між Верхнім і Нижнім Єгиптом. На спині статуї була знайдена пластинка з титулами фараона. Один з титулів — «Сильний бик» — символ родючості. Між ногами статуї розміщений рельєф дружини Рамзеса — Бент-Анатх, яка одночасно була його дочкою, одною з 200 його дітей. Три інші дочки також були його дружинами.
Копія цієї статуї встановлена на дорозі, що веде в Каїрський аеропорт.